# Neoliodes vermiculatus
Neoliodes vermiculatus är en kvalsterart som beskrevs av Arthur P. Jacot 1924. Neoliodes vermiculatus ingår i släktet Neoliodes och familjen Neoliodidae. Inga underarter finns listade i Catalogue of Life.